# War Zone (film, 1987)
Pour les articles homonymes, voir War Zone et Deadline.
Pour plus de détails, voir Fiche technique et Distribution.
War Zone (titre original : Deadline) est un film germano-israélo-américain réalisé par Nathaniel Gutman, sorti en 1987.

## Synopsis
Le journaliste américain Don Stevens se rend à Beyrouth pour couvrir la guerre civile qui fait rage au Liban. On lui promet une entrevue avec Yassin Abu-Riadd, l'un des chefs de l'OLP. Il s'avère toutefois qu'il s'agit d'une mise en scène d'un imposteur. Déterminé à obtenir de véritables informations et menacé à la fois par l'OLP et par les Phalanges libanaises, Stevens, aidé par le docteur Linda Larsen, met graduellement à jour un plan qui vise à massacrer des centaines de civils.

## Fiche technique
- Titre français : War Zone
- Titre original anglais : Deadline
- Titre allemand : War Zone – Todeszone
- Titre hébreu : לבנון לנצח[1]
- Réalisation : Nathaniel Gutman
- Scénario : Hanan Peled
- Photographie : Thomas Mauch et Amnon Salomon
- Montage : Peter Przygodda
- Musique : Hans Jansen et Jacques Zwart
- Pays d'origine :  Allemagne de l'Ouest,  Israël,  États-Unis
- Langue originale : anglais
- Genre : drame
- Durée : 100 minutes
- Dates de sortie : 
  -  Allemagne de l'Ouest : 2 juillet 1987

## Distribution
- Christopher Walken : Don Stevens
- Marita Marschall : Linda Larsen
- Hywel Bennett : Mike Jessop
- Arnon Zadok : Hamdi Abu-Yussuf
- Amos Lavi : Yassin Abu-Riadd
- Etti Ankri : Samira
- Martin Umbach : Bernard
- Yigal Naor : Antoine
- Sasson Gabai : Bossam
- Moni Moshonov : Donny

## Accueil
Le film est sorti dans 46 salles aux États-Unis et a rapporté 141 200 $ au box-office américain.